# 太田好治
太田 好治（おおた よしはる、1980年 - ）は、日本のカメラマン。宮城県名取市出身。日本映画学校（現・日本映画大学）卒業。

## 来歴
日本映画学校の撮影ゼミを卒業後、代官山スタジオを経て2005年に独立。主にCDジャケット、雑誌、映画、広告の撮影で活躍。
2009年から、マネージメントエージェンシーA/Mに所属していたが、2011年太田好治写真事務所を設立と同時に独立。
映画『ソラニン』、『告白』、『悪人』、『GANTZ』のポスタービジュアルなどを手がけた。
2013年、クラムボンのドキュメンタリーDVD"えん。"を監督。

## 個展
- 2010年  reach dedicated to nujabes (3D)
- 2012年  A DAY / 110930_111103  (キチム)
- 2012年  interstice (limart)
- 2013年  interstice/2 (post)

## グループ展
- 2012年 FERTILE SOIL (ROCKET)